# Heeslingen
Heeslingen (niederdeutsch Heeßel) ist eine Gemeinde in der Samtgemeinde Zeven im niedersächsischen Landkreis Rotenburg (Wümme).

## Geographie

### Lage
Heeslingen liegt etwa 5 km östlich von Zeven in der Zevener Geest. Durch die Ortschaft fließt die an der Stelle noch ziemlich schmale Oste, die mit dem breiten Ostetal das Landschaftsbild der Gemeinde prägt. Unterhalb der Kirche liegt im Ostetal der Hollengrund, der an mehrere Wanderwege anschließt, die ein paar Mal die Oste schneiden. Der Fluss ist in der Gegend auch für Kanufahrten sehr beliebt.

### Gemeindegliederung
1. Boitzen
2. Freyersen
3. Heeslingen (Hauptort, inkl. Osterheeslingen)
4. Meinstedt
5. Sassenholz
6. Steddorf
7. Weertzen
8. Wense
9. Wiersdorf

### Nachbargemeinden
| Selsingen, Anderlingen |                                             | Ahlerstedt               |
| Seedorf                | Kompassrose, die auf Nachbargemeinden zeigt | Vierden, Klein Meckelsen |
| Zeven                  |                                             | Elsdorf                  |

## Geschichte
Älteste Siedlungsspuren werden auf die mittlere Steinzeit vor über 6000 Jahren datiert, aus der jüngeren Steinzeit vor über 3700 Jahren sind etliche Megalithgräber vorhanden.
Aus Urkunden kann nachgewiesen werden, dass 961 ein Kloster in Heeslingen gegründet wurde. Die frühromanische Feldsteinkirche ist die älteste dieser Art zwischen Elbe und Weser. Heeslingen diente wohl auch als von vielen Mooren umgebener Fluchtort in der Zeit der normannischen Übergriffe auf die Städte an Elbe und Weser. So wurde Hamburg 845 von dänischen Wikingern und 915 von slawischen Abodriten zerstört. Ein Höhepunkt der Entwicklung Heeslingens war 1038 die Verleihung des Marktrechts durch den salischen Kaiser Konrad II. Diese bedeutende Phase endete 1141 durch die Verlegung des Klosters ins nahegelegene Zeven während der vorübergehenden Herrschaft Albrecht des Bären als Herzog von Sachsen.
Der Worpsweder Künstler Heinrich Vogeler heiratete Martha Vogeler am 3. März 1901 in Heeslingen.
Heinrich Himmler wurde im Mai 1945 im Ortsteil Meinstedt durch das britische Militär gefasst.

### Herkunft des Ortsnamens
Alte Bezeichnungen des Ortes sind um 955 Heslinge, 988 Hasalinge und um 1059 Heslinga.
Am ehesten stammt der Ortsname Heeslingen vom Haselnussstrauch ab (hasel, hassel). Die Endung „-ing“ bedeutet „Ort“ oder „Stelle“. Heeslingen bedeutet also der „Ort am Haselnussstrauch“.

### Verwaltungsgeschichte und Eingemeindungen

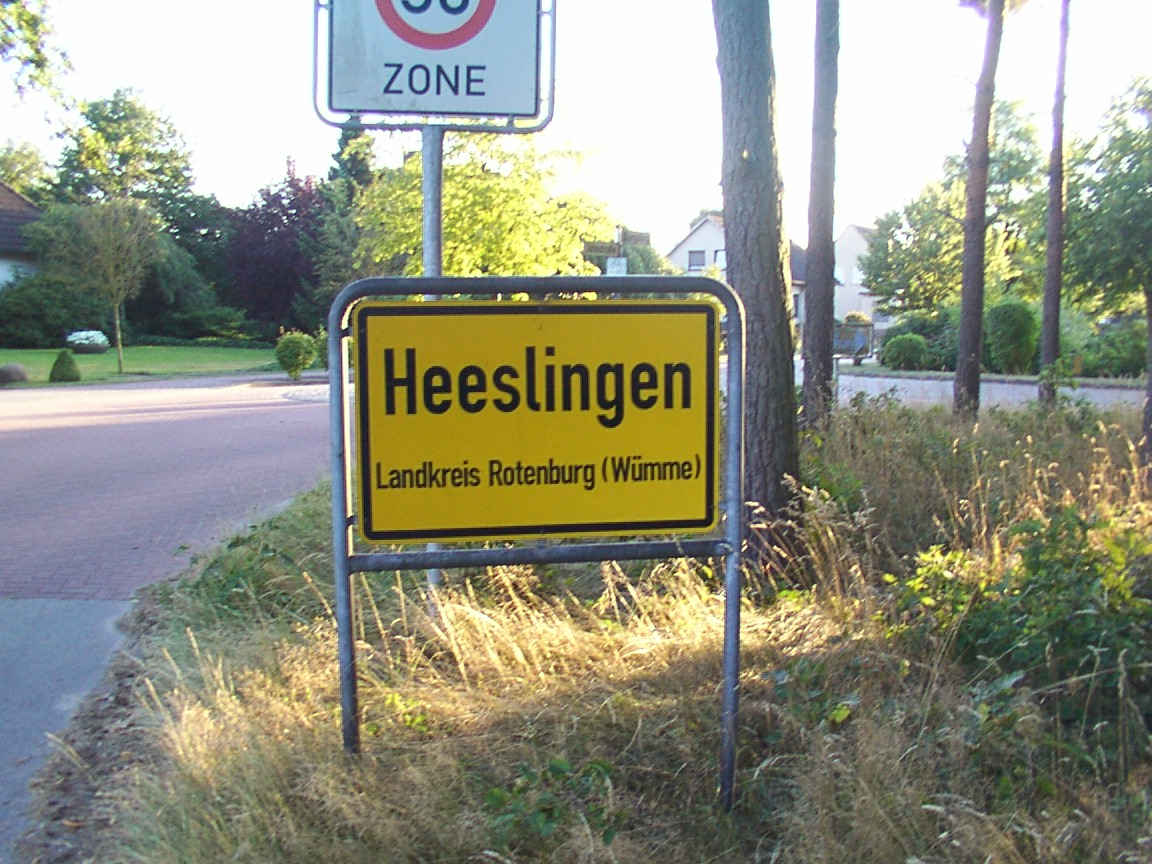
Ortstafel

Während der Franzosenzeit gehörte Hesslingen 1810/11 zur Mairie Heeslingen, Kanton Zeven im Königreich Westphalen und von 1811 bis 1814 unter Napoleon Bonaparte direkt zum Französischen Kaiserreich.
Vor 1885 bildete Heeslingen mit den umliegenden Ortschaften die Börde Heeslingen im Amt Zeven. Nach 1885 gehörte Heeslingen dem Kreis Zeven an, der 1932 im Landkreis Bremervörde aufging. Dieser fusionierte 1977 mit dem alten Landkreis Rotenburg (Wümme) zum heutigen Landkreis Rotenburg (Wümme).
Im Zuge der Gebietsreform in Niedersachsen, die am 1. März 1974 stattfand, wurden die zuvor selbständigen Gemeinden Boitzen, Meinstedt, Sassenholz, Steddorf, Weertzen, Wense und Wiersdorf in die Gemeinde Heeslingen eingegliedert.

### Einwohnerentwicklung
| Jahr | Einwohner | Quelle |
| ---- | --------- | ------ |
| 1824 | 00–0 ¹    | [ 4 ]  |
| 1848 | 0369 ²    | [ 5 ]  |
| 1910 | 607       | [ 6 ]  |
| 1925 | 696       | [ 7 ]  |
| 1933 | 803       | [ 7 ]  |
| 1939 | 834       | [ 7 ]  |
| 1950 | 12670     | [ 8 ]  |
| 1956 | 12510     | [ 8 ]  |
| 1973 | 15980     | [ 9 ]  |
| 1975 | 4038 ³    | [ 10 ] |

| Jahr | Einwohner | Quelle |
| ---- | --------- | ------ |
| 1980 | 4100 ³    | [ 10 ] |
| 1985 | 4159 ³    | [ 10 ] |
| 1990 | 4141 ³    | [ 10 ] |
| 1995 | 4303 ³    | [ 10 ] |
| 2000 | 4733 ³    | [ 10 ] |
| 2005 | 4826 ³    | [ 10 ] |
| 2010 | 4803 ³    | [ 10 ] |
| 2015 | 4756 ³    | [ 10 ] |
| 2019 | 4832 ³    | [ 10 ] |
| 0    | 0         | 0      |

¹ 36 Feuerstellen (inkl. Osterheeslingen)

² in 62 Wohngebäuden (inkl. Osterheeslingen)

³ jeweils zum 31. Dezember
|  |

## Politik

### Gemeinderat
Der Rat der Gemeinde Heeslingen besteht aus 15 Ratsfrauen und Ratsherren. Dies ist die festgelegte Anzahl für die Mitgliedsgemeinde einer Samtgemeinde mit einer Einwohnerzahl zwischen 3001 und 5000 Einwohnern. Die Ratsmitglieder werden durch eine Kommunalwahl für jeweils fünf Jahre gewählt. Die aktuelle Amtszeit begann am 1. November 2021 und endet am 31. Oktober 2026.
Die letzten Gemeinderatswahlen ergaben folgende Sitzverteilungen:
| Partei | 2021 | 2016 |
| ------ | ---- | ---- |
| CDU    | 9    | 9    |
| SPD    | 4    | 5    |
| Grüne  | 1    | 1    |
| Linke  | 1    | –    |
| FDP    | –    | 0    |

### Bürgermeister
Der Gemeinderat wählte das Gemeinderatsmitglied Gerhard Holsten (CDU) zum ehrenamtlichen Bürgermeister für die aktuelle Wahlperiode.

### Wappen
| Wappen von Heeslingen | Blasonierung: „In Blau eine mit dem Turm nach links gestellte, silberne Kirche über einem schräglinks liegenden goldenen Eichenblatt mit zwei Eicheln.“ |
| Wappen von Heeslingen | Wappenbegründung: Das Wappen der Gemeinde zeigt eine perspektivisch nach nichtheraldisch rechts verlaufende silberne Kirche auf blauem Grund. Darunter befindet sich ein nach nichtheraldisch rechts liegendes goldenes Eichenblatt, von dessen Blattstiel zwei goldene Eicheln nach oben und unten ragen. Die Wappenkirche entspricht im Aussehen der Dorfkirche vor der Zerstörung des Glockenturms 1875. |

## Kultur und Sehenswürdigkeiten

### Bauwerke

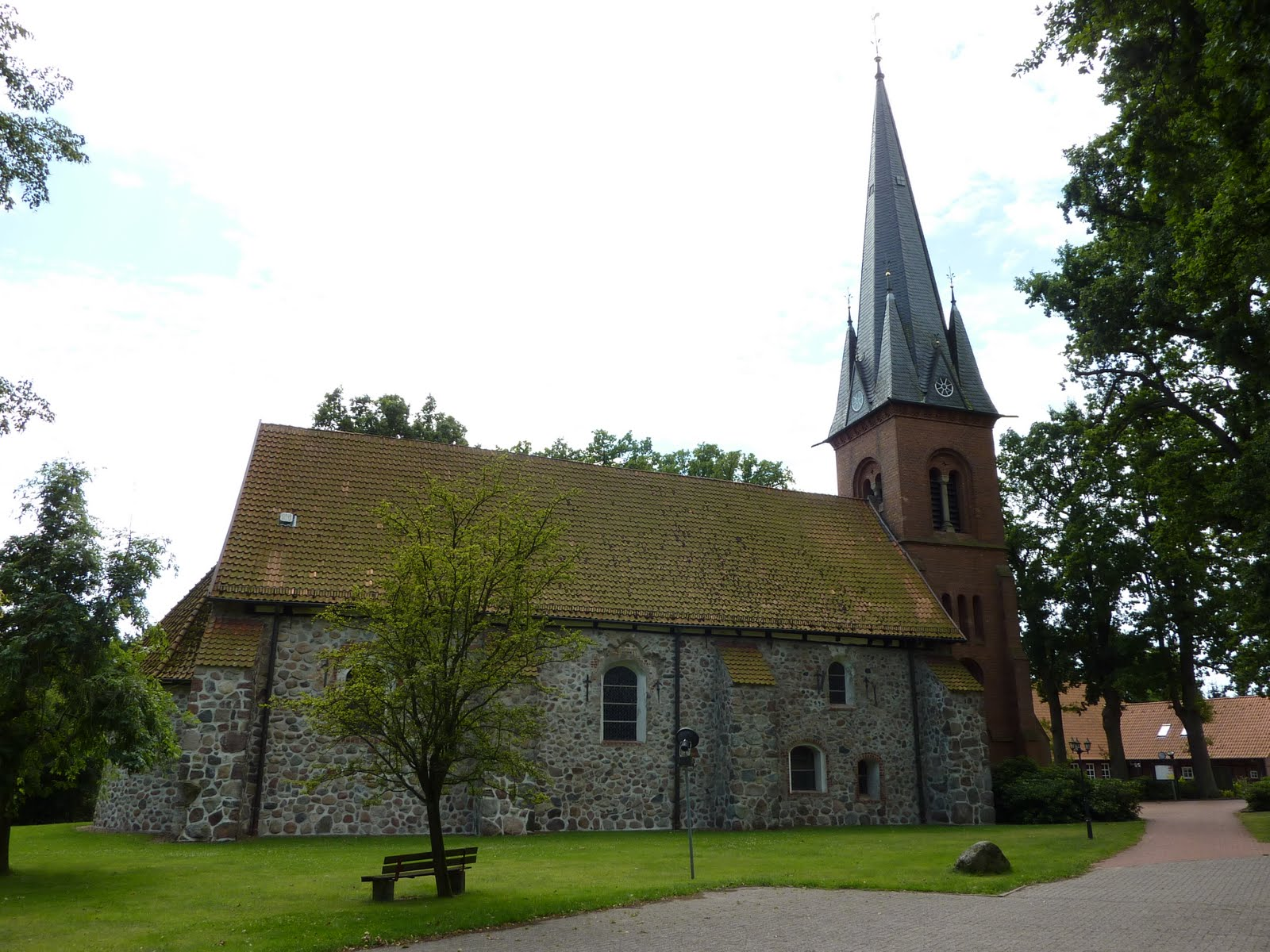
St.-Viti-Kirche

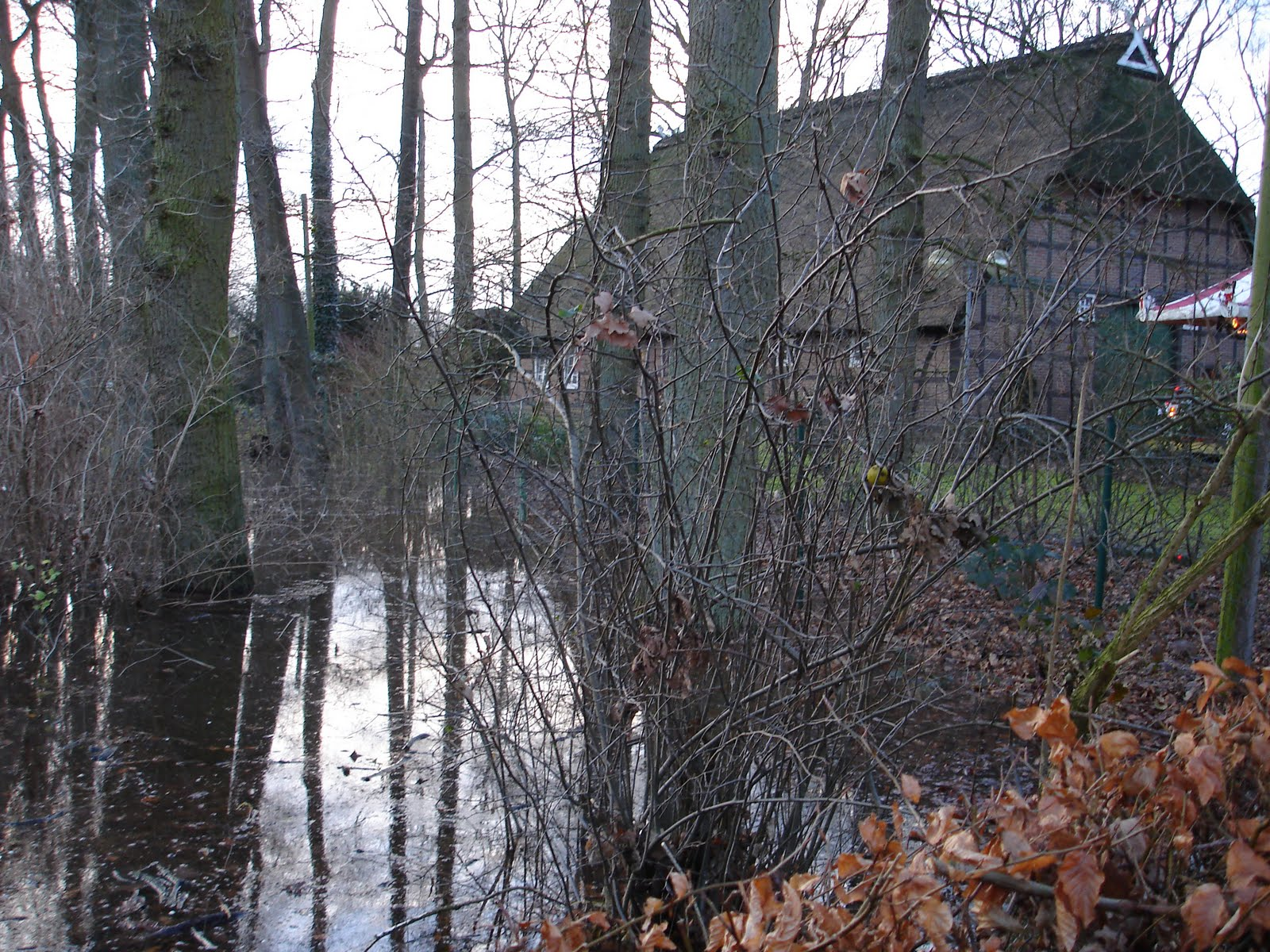
Bördenheimathaus

- Die St.-Viti-Kirche wurde etwa 961 aus Feldsteinen im romanischen Stil erbaut und ist damit der wohl älteste erhaltene Kirchenbau dieser Art zwischen Elbe und Weser. Sie war bis zu dessen Verlegung nach Zeven 1141 Sitz eines Kanonissenstifts. Der neugotische Turm wurde 1897 angebaut.[16]
- Pfarrhaus Kirchstraße 16 vom dritten Drittel des 19. Jh.
- Im Bördenheimathaus sind über 800 Exponate des bäuerlichen Alltags und ländlichen Handwerks ausgestellt. Teilweise gibt es auch Sonderausstellungen.

### Vereine
- Freiwillige Feuerwehr
- Heimat- und Fördergemeinschaft Heeslinger Börde
- Landjugend Heeslingen

#### Aktivitäten
- 72-Stunden-Aktion als Teil einer landesweiten Initiative, bei der Ortsgruppen innerhalb von 72 Stunden nachhaltige Projekte umsetze
- Heeslinger Festspiele: Ein beliebtes regelmäßiges Event im örtlichen Stadtpark, bei dem lustige Teamspiele wie Oldtimer-Treckerziehen, Kistenstapeln, Schubkarrenrennen oder Entenangeln durchgeführt werden.
- Erntedankumzug & Schmuckwagen: Bei regionalen Festen beteiligt sich die Landjugend aktiv durch Mitwirkung an Umzügen und durch künstlerisch gestaltete Motivwagen.

### Sport
Fußballverein Heeslinger SC, 2013  Nachfolgeverein des TuS Heeslingen (u. a. DFB-Pokal Teilnahme in der Saison 2010/11) gegründet und spielt seit der Saison 2015/16 in der fünfklassigen Fußball-Oberliga Niedersachsen. Die Heimspiele werden im Waldstadion mit 4000 Plätzen in Heeslingen ausgetragen.

## Wirtschaft, Verkehr, Infrastruktur

### Wirtschaft
Die Gemeinde ein Grundzentrum für die umliegenden Orte.
Die Fricke-Gruppe ist in Heeslingen ansässig.

### Verkehr
Der Haltepunkt Heeslingen liegt an der Bahnstrecke Wilstedt–Tostedt, nordöstlich von Zeven oberhalb der Richtung Hamburg verlaufenden Bahnlinie. Der Personenverkehr ist hier seit 1971 eingestellt. Die nächsten Bahnhöfe sind die Bahnhöfe Kutenholz, Bargstedt und Harsefeld an der Bahnstrecke Bremerhaven–Buxtehude. Anschluss an Hamburg und Bremen besteht am 24 km entfernten Bahnhof Scheeßel an der Bahnstrecke Hamburg–Bremen.
Durch die Gemeinde verläuft die Landesstraße 124, die Anschluss nach Zeven an die Bundesstraße 71 bietet. Autobahnanschluss besteht an der Bundesautobahn 1 im 11 km entfernten Elsdorf.
Der Radfernweg Hamburg–Bremen verläuft ebenfalls durch die Gemeinde.
Es bestehen Busanbindungen, auch nach Hamburg und Bremen.

## Persönlichkeiten

### Söhne und Töchter der Gemeinde
- Hans Müller-Brauel (1867–1940), Historiker und Heimatforscher
- Wilhelm Duden (* 1947), Motorrad-Bahnrennfahrer

### Personen, die mit der Gemeinde in Verbindung stehen
- Hans-Jürgen Bargfrede (* 1959), Fußballspieler
- Fynn Kliemann (* 1988), Musiker
- Philipp Bargfrede (* 1989), Fußballspieler